# Strzeżysława
Strzeżysława, Strzesława – staropolskie imię żeńskie, złożone z członu Strzeży- („strzec”) oraz członu -sława („sława”). Oznacza „tę, która strzeże sławy”. W źródłach poświadczone w XII wieku.
Strzeżysława imieniny obchodzi 5 lutego
Znane osoby o tym imieniu:
- Strzeżysława – żona księcia libickiego Sławnika,
- Teofila Strzeżysława z Jabłonowskich Sapieżyna.

Męskie odpowiedniki: Strzeżysław, Strzedzsław, Strzecsław, Strzecław, Strzesław.